# مقبرة عسقلان
مقبرة عسقلان هي مقبرة أعلن عن اكتشافها في يوليو من العام 2016 في عسقلان على شاطئ البحر الأبيض المتوسط. يعود تاريخ هذه المقبرة إلى ما سموا الفلستيين حسب الرواية المأخوذة عن الكتب والمؤرخين التوراتيين وهم الشعب الذي عاش هناك قبل 2600 عام، ومنهم جليات أو جالوت الذي هزمه النبي داود بحسب الرواية التوراتية اليهودية. وقد بدأت الحفريات في هذه المنطقة منذ ثلاثة أعوام، وأشرفت عليها بعثة “ليون ليفي” (Leon Levy) بعسقلان بالتعاون مع فريق من علماء الآثار من جامعة هارفارد، وكلية بوسطن، وكلية ويتون في إيلينوي، وجامعة تروي في ولاية ألاباما.

## أهميّة الاكتشاف
تعتبر هذه المقبرة هي الأثر الأول الذي تم العثور عليه لمخلفات الشعب (الفليستي)، بحيث يمكن الاعتماد على هذه المقبرة كنواة لفك رموز هذا الشعب، وبالأخص كيف عامل هذا الشعب موتاه. وقال عالم الآثار آدم آجا، مساعد مدير بعثة ليون ليفي في عسقلان: «لم نجد من قبل فلستيين في مدينة فليستية، ولم نعثر على أثر لهم، الآن أصبحت لدينا نواة، يمكننا أن نستند اليها، نحن نعرف أننا في أرض فلستية ونرى كيف عامل الفلستيون موتاهم. هذا يعد الكتاب الذي يحمل الرمز اللازم لفك شيفرة كل شيء آخر. هناك نمط من الدفن عملنا عليه لعدة مواسم. من الأشياء التي لم نكن نعرفها من قبل، هي كيفية تعامل الفلستيين مع موتاهم وطريقة دفنهم».

## محتوى الاكتشاف
عثر قادة البعثة الاستكشافية على 145 مجموعة من الرفاة في العديد من غرف الدفن، وترجع البقايا إلى ما بين القرنين الحادي عشر والثامن قبل الميلاد. كما عثروا على بعض الحلي الصغيرة المتواضعة على الهيكل العظمي مثل الأقراط والقلائد والخواتم والأساور أخمص القدمين وزجاجات العطور الموضوعة قرب الوجه وبعض جرار الزيت أوالنبيذ بالقرب من الساقين.

## نتائج الاكتشاف الأوليّة
تعكف عالمة الاثار شيري فوكس المتخصصة في دراسة الرفات على تحليل العظام المستخرجة من تحت التراب. وتقول «من خلال العظام، يبدو ان حياتهم كانت قاسية. هناك خطوط تشير إلى وقف في النمو، ربما سببه الجوع، أو حمى شديدة في الصغر، ويبدو أيضا انهم كانوا يعملون بجهد، وكان شائعا بينهم زواج الاقارب، والفلستينيون لم تكن لديهم بنية جسدية مختلفة بشكل كبير عن الآخرين، ولم يكونوا عمالقة كما يظن البعض».

## وصلات خارجية
- Bible History Daily (مقال باللغة الإنجليزية)
- National Geographic(مقال باللغة الإنجليزية)
- فيديو مصوّر للمقبرة
- أين تقع مدينة عسقلان